# 学生アリスシリーズ
「学生アリスシリーズ」（がくせいアリスシリーズ）は、有栖川有栖による推理小説のシリーズ。「江神二郎シリーズ」・「学生編」などとも言われる。
1988年 - 1990年の日本を舞台に、京都の私大・英都大学の推理小説研究会「英都大学推理小説研究会（以下EMC）」の部員たちが旅先で自然災害などに見舞われて孤立し、脱出不可能の状況で殺人事件に遭遇するというクローズド・サークル物の長編シリーズである。シリーズの短編は本編の番外編といった趣となり日常の謎がテーマとなる。洗練された本格推理小説としてだけでなく、若者たちの将来への不安やもどかしい恋愛を描いた青春ミステリー小説としても評価が高い。

## 作品リスト
長編5冊・短編集2冊で終了する予定。

### 長編
月光ゲーム Yの悲劇'88
- 1989年1月、東京創元社、ISBN 978-4-488-02314-0
- 1994年7月、創元推理文庫、ISBN 978-4-488-41401-6

孤島パズル
- 1989年7月、東京創元社、ISBN 978-4-488-01232-8
- 1996年8月、創元推理文庫、ISBN 978-4-488-41402-3

双頭の悪魔
- 1992年2月、東京創元社、ISBN 978-4-488-01246-5
- 1999年4月、創元推理文庫、ISBN 978-4-488-41403-0

女王国の城
- 2007年9月、東京創元社、ISBN 978-4-488-01227-4
- 2011年1月、創元推理文庫【上・下】、ISBN 978-4-488-41405-4, 978-4-488-41406-1

### 短編集
江神二郎の洞察
- 2012年10月、東京創元社、ISBN 978-4-488-02540-3
- 2017年5月、創元推理文庫、ISBN 978-4-488-41407-8

| タイトル                         | 初出                                           |
| -------------------------------- | ---------------------------------------------- |
| 瑠璃荘事件                       | 『小説現代』2000年9月増刊号メフィスト          |
| ハードロック・ラバーズ・オンリー | 『小説新潮』1996年7月号                        |
| やけた線路の上の死体             | 『無人踏切』1986年11月                         |
| 桜川のオフィーリア               | 『ミステリーズ! vol.13 OCTOBER2005』2005年10月 |
| 四分間では短すぎる               | 『小説新潮』 2010年9月号                       |
| 開かずの間の怪                   | 『野性時代』1994年1月号                        |
| 二十世紀的誘拐                   | 『野性時代』1994年8月号                        |
| 除夜を歩く                       | 書き下ろし                                     |
| 蕩尽に関する一考察               | 『ミステリーズ! vol.01 SUMMER2003』2003年6月   |

### アンソロジー
砂男
- 2025年1月、文春文庫、ISBN 978-4-167-92322-8

作者単行本未収録の短編6作品で構成されたアンソロジー。学生アリスシリーズでは「推理研VSパズル研」「女か猫か」が収録されている。

### 単行本・文庫本未収録の短編
- 老紳士は何故……? （東京創元社『競作 五十円玉二十枚の謎』）
- 望月周平の秘かな旅 （新潮社『推理作家になりたくて 第6巻 謎』）
- 蒼ざめた星 （講談社『2006 メフィスト5月号』）
- 古都パズル （東京創元社『ミステリーズ! vol.60 AUGUST 2013』）

## EMCについて
「英都大学推理小説研究会」の略称 (Eito Univ. Mystery Club)。1984年に石黒操が江神二郎を誘って創設した。推理小説研究会とは名ばかりの、江神曰く「何をしたいのか、何をするのか判らん人間の集まり」であり、もっぱら部員同士で寄り集まっては古今東西の推理小説談義や世間話、小さな賭け事などに花を咲かせている。推理小説を掲載した機関誌を発行する計画はあったものの、いまだ実現されていない。
部室はなく、学生会館のラウンジや行きつけの喫茶店がおもな活動の場。部員は極めて少なく、春になるといつも部員獲得に躍起になるも、その目的は果たせずに終わる。
メンバーの関係は極めて良好であり、不思議な出来事・引っかかる出来事が起こると、部員全員で真相を明かそうとする。
なお、英都大学は京都御所の裏手にある私大であり、最寄駅は京都市営地下鉄今出川駅。降りて地上に出るとすぐ大学西門があるとされている。

## 登場人物（EMCの部員）
江神二郎（通称：江神さん、長老）
京都府宮津市出身。EMCの部長。本シリーズの探偵役。文学部で哲学を専攻している。長髪。とても頭が良いはずなのに大学を卒業せず、4回生を何年も繰り返している。物静かで穏やかな性格でありながら肉体系のバイトを好むため体格はがっしりしている。後輩たちからは崇拝に近い信頼を寄せられているが、決して親しみにくいわけではない。愛煙家で好きな煙草の銘柄はキャビン。
探偵としての動機付けは極めて弱く、短編に見られる日常の謎や初期の一部の作品を除いて必要最小限にしか自らの推理能力を用いず、自己顕示や衆目の下での断罪を好まないがゆえにしばしば内密で犯人との直接面談にて推理の総仕上げを行う。
母親がある種の卜占に熱中するようになった上、兄が「20歳まで生きられない」という母の予言通りに19歳で亡くなり、それをきっかけとして一家が離散してしまった過去を持つ。今は亡き母からは「30歳まで生きられない。恐らく学生のまま死ぬだろう。」と予言されている。
有栖川有栖（通称：アリス）
大阪市出身。本シリーズのワトソン役。この名前は父に名付けられた本名である。アリスというあだ名は名字を縮めた言い方であり、下の名前を呼び捨てにしたものではない。将来の夢は推理作家で、小説のネタを拾えそうだからという理由で法学部に所属。
望月周平（通称：モチ）
和歌山県南部町（現みなべ町）出身。アリスとマリアより1学年上。経済学部。長身でやせ形。本格推理小説をこよなく愛するせいか理屈っぽい。エラリー・クイーンの大ファンで自身も小説を書いているが、まだまだ荒削りで作品に対する周囲の評判も芳しくない。話し上手で聞き上手でもあり、アリスはEMCメンバーの中では彼と話をしている時間が最も長いと供述している。
織田光次郎（通称：信長）
愛知県出身だが、完全に関西に染まる。アリスとマリアより1学年上。経済学部。ハードボイルドマニア。バイク通学をしている。ずんぐりむっくりの短髪という外見も相まって粗野な印象を抱かれがちだが、乙女もかくやというほどの繊細さをみせることもある。あだ名の信長は出身地を同じくする戦国大名と同じ名字であることから（彼の子孫というわけではない）。
有馬麻里亜（通称：マリア）
東京都世田谷区（成城）出身。赤毛の持ち主。中堅文具メーカーの専務令嬢。アリスと同学部同学年で語学のクラスも同じ。受験した東京の大学に全て落ちたが、旅行ついでに受けた英都大学に合格したため入学。いくつかのサークルに入ったものの興味が持続せず、あちこちのサークルを転々とした末にEMCに落ち着く。書店でアルバイトをしており、『五十円玉二十枚の謎』ではその設定を生かした導入が組み込まれた。名前の由来は、表向きは聖母マリアと誕生日が同じ（9月8日）ということだが、本当は、上から読んでも下から読んでも「ありままりあ」になる、とパズル好きだった祖父に付けられた。

## 「作家アリス」シリーズとの関連について
「作家アリス」シリーズ・「学生アリス」シリーズと呼ばれるこの2シリーズは、お互いにパラレルな世界であり、「作家アリス」に登場する有栖川有栖が「学生アリス」シリーズを執筆、「学生アリス」に登場する有栖川有栖が「作家アリス」シリーズを執筆しているという設定になっている。

## VIDEO
VHSのみ。江神役を香川照之、麻里亜役を渡辺満里奈が演じている。
- 双頭の悪魔〜真犯人は誰だ?〜
- 双頭の悪魔〜犯人はお前だ〜

## 漫画
作画：鈴木有布子
- 月光ゲーム（表題作のほか「殺刃の家」収録）
- 孤島パズル1（表題作のほか「ハードロック・ラバーズ・オンリー」収録）
- 孤島パズル2（表題作のほか「瑠璃荘事件」収録）
- 孤島パズル3（表題作のほか「壁抜け男の謎」収録）

作画：河内実加
- 開かずの間の怪 ※単行本化はされていない。
  - 8人の名探偵 犯罪調査 ミステリーコミックアンソロジー（2006年10月 秋田書店）に収録。